# Château des Ajoncs
Le château des Ajoncs est situé à Saint-Hilaire-sur-Benaize, en France. 

## Localisation
Le château est situé sur la commune de Saint-Hilaire-sur-Benaize, dans le département de l'Indre, en région Centre-Val de Loire.

## Description
Le château des Ajoncs possède un corps de logis qui est percé de quatre ouvertures au rez-de-chaussée, cinq travées au 1er étage avec un balcon au centre. À chaque extrémité du corps de logis, en légère avancée et reliées au corps central par une petite aile, s'élèvent deux tourelles à toit en poivrière flanquées de pavillons dont l'un est une petite chapelle[réf. souhaitée].
Le domaine comprend le château, une ferme, un haras, une garenne, ainsi que des parcelles agricoles. Aujourd'hui, la ferme est toujours exploitée : culture de céréales et fabrication de fromages de chèvres,,.

## Historique
Le château appartenait à la famille Thomassin au milieu du XIXe siècle. Oscar Thomassin a légué le château à la commune de Saint-Hilaire-sur-Benaize pour en faire un hospice pour les communes des alentours. L'hospice a fonctionné de 1884 à 1937[réf. souhaitée].